# أو جيه سيمبسون
أورنثال جيمس سيمبسون (الملقب بـ O.J. Simpson)
 (9 يوليو 1947 - 10 أبريل 2024) لاعب أمريكي بارز في رياضة كرة القدم الأمريكية. شارك مع فريق جامعة كاليفورنيا الجنوبية، وربح كأس هيسمان كأفضل لاعب جامعي في عام 1968. يلقب أيضاً بـ "The Juice". لعب لاحقاً مع نادي بفالو بيلز (من 1969 إلى 1977) وسان فرانسيسكو 49 (من 1978 إلى 1979)، واندفع لمسافة 11,236 يارد (10,274 م) طوال مسيرته الرياضية الاحترافية. في أحد المواسم استطاع تحطيم الرقم القياسي لأكبر عدد من الياردات المكتسبة وهو 2,003 يارد (1,832 م) في عام 1973، وأكبر عدد من الهبوط (touchdown) وهو 23 مرة في عام 1975. بعد ذلك اعتزل كلاعب وعمل كمعلق رياضي وكممثل. في عام 1994 اتهم بعملية بجريمة قتل زوجته السابقة وصديقها، ولكنه برئ من ذلك في عام 1995 بعد محاكمة مشبعة بأجهزة الإعلام، والتي أبرزت التوترات والانقسامات العرقية في المجتمع الأمريكي.
في سبتمر من عام 2007 تم اعتقال سيمبسون في لاس فيغاس واتهم بعدة جنايات، بما في ذلك السطو المسلح والاختطاف. أدين وحكم عليه في عام 2008 بالسجن لمدة 33 سنه، مع قضاء تسع سنوات كحد أدنى دون إمكانية الإفراج المشروط. وقضى عقوبته في إصلاحية لوفلوك بولاية نيفادا.
ولاحقا تم الإفراج عنه بشروط بتاريخ 2 أكتوبر 2017.

## الوفاة
توفي أورنثال جيمز سيمبسون في يوم الأربعاء 10 أبريل 2024 عن عمر ناهز السادسة السبعين.

## روابط خارجية
- أو جيه سيمبسون على موقع IMDb (الإنجليزية)
- أو جيه سيمبسون على موقع ميتاكريتيك (الإنجليزية)
- أو جيه سيمبسون على موقع الموسوعة البريطانية (الإنجليزية)
- أو جيه سيمبسون على موقع روتن توميتوز (الإنجليزية)
- أو جيه سيمبسون على موقع ألو سيني (الفرنسية)
- أو جيه سيمبسون على موقع ألو سيني (الفرنسية)
- أو جيه سيمبسون على موقع تيرنر كلاسيك موفيز (الإنجليزية)
- أو جيه سيمبسون على موقع أول موفي (الإنجليزية)
- أو جيه سيمبسون على موقع قاعدة بيانات الأفلام السويدية (السويدية)
- أو جيه سيمبسون على موقع إن إن دي بي (الإنجليزية)
- أو جيه سيمبسون على موقع مرجع كرة القدم المحترفة.كوم (الإنجليزية)
- أو جيه سيمبسون على موقع كلية كرة القدم في سبورتس رفرنس.كوم (الإنجليزية)